# Subha Venkatesan
Subha Venkatesan, née le 31 août 1999, est une athlète indienne spécialiste du 400 mètres.

## Biographie
Elle remporte deux médailles lors des championnats d'Asie 2023 : l'or au titre du relais 4 × 400 m mixte, et le bronze sur 4 × 400 m.

## Palmarès
| Date | Compétition         | Lieu     | Résultat | Épreuve         | Marque        |
| ---- | ------------------- | -------- | -------- | --------------- | ------------- |
| 2023 | Championnats d'Asie | Bangkok  | 3e       | 4 × 400 m       | 3 min 33 s 73 |
| 2023 | Championnats d'Asie | Bangkok  | 1re      | 4 × 400 m mixte | 3 min 14 s 70 |
| 2023 | Jeux asiatiques     | Hangzhou | 2e       | 4 x 400 m       | 3 min 27 s 85 |
| 2023 | Jeux asiatiques     | Hangzhou | 2e       | 4 x 400 mixte   | 3 min 14 s 34 |

## Records
| Épreuve | Performance | Lieu      | Date         |
| ------- | ----------- | --------- | ------------ |
| 400 m   | 52 s 34     | Bangalore | 12 juin 2024 |